# Війни єдинорогів
«Війни єдинорогів» (ісп. Unicorn Wars) — іспано-французький анімаційний фільм 2022 року сценариста й режисера Альберто Васкеса. Сюжет, використовуючи барвисті кадри, розповідає про жорстоку війну між ведмедиками та єдинорогами. В центрі оповіді — двоє братів-ведмедиків, які стикаються з суворою реальністю, протилежною тому, що їм розповідала пропаганда. «Війни єдинорогів» використовують елементи «Дбайливих ведмедиків», «Останнього єдинорога», «Бембі», «Принцеси мононоке».
Фільм отримав нагороду як найкращий анімаційний фільм на 37-й церемонії вручення премії «Гоя». Він також був номінований як найкращий анімаційний фільм на 10-й церемонії вручення премії «Platino».

## Сюжет
Біля чарівного лісу у місті живуть різнобарвні ведмедики. Вони вірять, що в давнину їх вигнали з лісу злі єдинороги, тому ведмедики повинні помститися, вбити єдинорогів і повернутися до лісу. В той час єдиноріг Марія розшукує свою зниклу матір і входить до зруйнованої церкви в лісі. Там Марія виявляє безформну масу плоті, від якої тікає.
Сержант з муштри Карісіас тренує загін дітей-новобранців, до якого входять брати Горді та Азулін. Священник проповідує ненависть до єдинорогів. У священній книзі ведмедиків написано, що Бог створив усіх тварин і поселив їх у чарівному лісі. Ведмеді одного разу знайшли книгу, отримали з неї закони й набули права керувати лісом. Але заздрісні єдинороги збунтувалися, вбили майже всіх ведмедів, а решту вигнали з лісу. З ними Бог також покинув ліс. Згідно з пророцтвом, ведмідь, який вип'є кров останнього єдинорога, стане могутньою істотою і тоді Бог повернеться до лісу.
Азулін прагне стати героєм і вдає, що захищає Горді, але насправді зневажає його, бо Горді товстий і боягузливий. Азулін також заздрить новобранцеві Коко, який краще проходить усі тренування. В передісторії розкривається як Азулін зненавидів свою матір, бо вона покинули його батька.
По завершенню навчання командири відправляють новобранців до лісу, щоб розшукати зниклий загін. Новобранців ведуть Карісіас і Священник, які не ладнають між собою. Карісіас украй прагматичний і базжальний, тоді як Священник закликає неухильно дотримуватися законів священної книги. Священник забороняє їсти веселкових гусениць, на підставі чого Карісіас б'є його та ранить ножем. Гусениці виявляються галюциногенними, внаслідок чого один з новобранців убиває іншого, а потім вішається. Зранку інші знаходять їхні трупи, Карісіас розкаюється в своїй недовірі священній книзі. Священник, побачивши в лісі мавп, розповідає, що ці тварини поклоняються новому Богу, який ще не має форми.
Пізніше загін знаходить табір зниклих солдатів, завалений понівеченими трупами ведмедиків. Вигляд побоїща спричиняє божевілля Карісіаса. Незабаром ведмедики виявляють одного єдинорога, що вирощував рослини, і вбивають його стрілами. Це привертає увагу інших єдинорогів, які убивають більшість загону. Священник підриває їх і себе гранатою. Живими лишаються Азулін, Горді та поранений Коко. Азулін, бачачи нагоду довести свою зверхність, добиває Коко і їсть його м'ясо.
Брати знаходять ще двох єдинорогів, кобил на ім'я Марія та Лаура. Азулін кидається в бій проти них і вбиває Лауру. Проте Марія скидає його в річку з високого берега. Пізніше капрал Помпон, рядовий Пелудіто та рядовий Грімальдо знаходять скаліченого Азуліна нижче за течією.
Азулін одужує в лікарні, але його обличчя лишається спотвореним: без ока та з глибокими шрамами. Командувачі, полковник Отто, командир Флафі та капітан Снаут підвищують Азуліна в званні та представляють як героя, що надихатиме солдатів. Йому дарують маску, що приховує каліцтва. Тим часом Горді зжалюється над пораненою Марією та лікує її в печері.
Азулін тренує новобранців, але розуміє, що командувачі користуються війною для утримання власної влади. Він організовує заколот і вбиває командувачів, після чого готує великий наступ на ліс. Зібравши велику армію, він посилає її для винищення всіх єдинорогів.
Єдинороги об'єднуються, щоб протистояти ведмедикам у жорстокій битві. Азулін користується старою гарматою, щоб убити більшість єдинорогів. Горді підриває запаси пороху, в результаті чого гинуть усі ведмедики, крім нього та Азуліна. З єдинорогів вдається вціліти лише Марії. Азулін і Горді впізнають одне одного на полі бою та обіймаються. Але коли Азулін бачить, як Горді допомагає Марії, він убиває брата і останнього єдинорога. Азулін п'є кров Марії, щоб нарешті виконати пророцтво. Але тіло Марії перетворюється на безформну масу, що поглинає тіло Горді, а потім Азуліна. Чудовисько, як і написано в пророцтві, перетворюється на могутню істоту — людину. Мавпи схиляються перед людиною та йдуть услід за нею.

## Сприйняття

### Критика
На Rotten Tomatoes фільм має 84 % схвальних відгуків критиків із середнім балом 7,20/10. Консенсус повідомляє: «поки його гумор може вразити декого як недоречно грубий, „Війни єдинорогів“ — це візуально зухвала атака проти культурного та мілітаристського фашизму». На Metacritic фільм має середню оцінку 73 зі 100, що вказує на «загалом позитивні відгуки».
Пітер Дебрюдж у Variety відгукнувся: «Війни єдинорогів» беруть два образи невинності (плюшевих ведмедиків і єдинорогів) і сатирично зіштовхують їх у кривавій бійні. Сюжет ґрунтується на історії про «промивання мізків» молоді. Горді показано як єдиного ведмедя, достатньо чутливого, щоб протистояти навіюванню та подружитися з єдинорогами. З іншого боку, дитяча образа Азуліна робить його божевільним розпалювачем війни, здатним виконати пророцтво. Разом з постаттю єдинорога Марії це робить проблематичним визначення хто є головним героєм. Фільм можна розуміти як вказівку, що дорослі не здатні щиро сприймати дитячі захоплення, вишукуючи в них підтексти, яких не бачать діти. Дорослі вважають ганебним просто насолоджуватися яскравими кольорами та ідеями про дружбу. З іншого боку ціль для пародіювання надто легка і це не робить фільму честі.
Беатріс Лоайза в The New York Times писала, що «Війни єдинорогів» надзвичайно провокаційні. Це антивоєнна та антирелігійна казка «не для дітей», у якій показано як особисті вади підкріплюються зовнішніми виправданнями в прагненні до влади.
Згідно з висновком Тари Макнамари в Common Sense Media, «Війни єдинорогів» — це надзвичайно жорстока сатира, яка використовує чарівних мультиплікаційних персонажів, щоб продемонструвати жахи та безглуздість війни. Плюшеві ведмедики тут влаштовують геноцид, а анімація в стилі дитячих мультфільмів використовується для зображення жорстоких і огидних сцен, як-от розкладені трупи. Проте це не є вельми оригінальним і головна мета полягає в шокуванні глядачів, а не донесенні антивоєнних ідей.

### Нагороди
| 2023 | 10-та Feroz Awards        | Arrebato Award (фантастика)                        | Arrebato Award (фантастика)                        | Номінація | [ 7 ]         |
| 2023 | 78th CEC Medals           | Найкращий анімаційний фільм                        | Найкращий анімаційний фільм                        | Номінація | [ 8 ] [ 9 ]   |
| 2023 | 37-ма Премія «Гоя»        | Найкращий анімаційний фільм                        | Найкращий анімаційний фільм                        | Перемога  | [ 10 ]        |
| 2023 | 37-ма Премія «Гоя»        | Найкраща оригінальна пісня                         | «Batalla» Джозеби Беристіана                       | Номінація | [ 10 ]        |
| 2023 | 21-ша Mestre Mateo Awards | Найкращий режисер                                  | Альберто Васкес                                    | Номінація | [ 11 ] [ 12 ] |
| 2023 | 21-ша Mestre Mateo Awards | Найкращий сценарій                                 | Альберто Васкес                                    | Номінація | [ 11 ] [ 12 ] |
| 2023 | 21-ша Mestre Mateo Awards | Найкраще арт-керівництво                           | Альберто Васкес                                    | Номінація | [ 11 ] [ 12 ] |
| 2023 | 21-ша Mestre Mateo Awards | Найкращий анімаційний фільм                        | Найкращий анімаційний фільм                        | Перемога  | [ 11 ] [ 12 ] |
| 2023 | 21-ша Mestre Mateo Awards | Найкращий монтаж                                   | Іньїго Гомес, Естаніс Банюелос                     | Номінація | [ 11 ] [ 12 ] |
| 2023 | 21-ша Mestre Mateo Awards | Найкращий звук                                     | Інакі Алонсо                                       | Номінація | [ 11 ] [ 12 ] |
| 2023 | 10-а Platino Awards       | Найкращий анімаційний фільм                        | Найкращий анімаційний фільм                        | Номінація | [ 13 ]        |
| 2023 | 6-та Quirino Awards       | Найкращий іберо-американський повнометражний фільм | Найкращий іберо-американський повнометражний фільм | Номінація | [ 14 ]        |